# Josef Ešner
Josef Ešner (21. května 1884 Hodoviz – 7. května 1940 Praha) byl československý politik a meziválečný poslanec Národního shromáždění za Československou sociálně demokratickou stranu dělnickou.

## Biografie
Ve parlamentních volbách v roce 1935 získal poslanecké křeslo v Národním shromáždění. Poslanecký post si oficiálně podržel do zrušení parlamentu roku 1939, přičemž v prosinci 1938 ještě přestoupil do poslaneckého klubu nově ustavené Národní strany práce.
Profesí byl malorolníkem a tajemníkem Svazu západočeských domkářů a malorolníků. Podle údajů z roku 1935 bydlel v Plzni v ulici Prokopova č. 13/15, na rohu s Americkou třídou. Dodnes se domu říká Mrakodrap.
V dubnu 1939 byl zatčen a po tři týdny vězněn.